# Melissa Baldera
Melissa Baldera (Lima, 20 settembre 1995) è un'atleta paralimpica peruviana nonvedente specializzata nella velocità.

## Biografia
Melissa ha perso il 90% della vista all'età di 19 anni a causa di un glaucoma. Ha iniziato a praticare l'atletica leggera paralimpica nel 2017 e nel 2019 ha partecipato ai Giochi parapanamericani di Lima, classificandosi sesta sia nei 100 che nei 200 metri piani T11. Nel 2021 parteciperà ai Giochi paralimpici di Tokyo.
Il suo atleta guida è Edert Alonzo Yllescas Ramos.

## Palmarès
| Anno | Manifestazione          | Sede | Evento          | Risultato | Prestazione | Note |
| ---- | ----------------------- | ---- | --------------- | --------- | ----------- | ---- |
| 2019 | Giochi parapanamericani | Lima | 100 m piani T11 | 6ª        | 14"06       |      |
| 2019 | Giochi parapanamericani | Lima | 200 m piani T11 | 6ª        | 29"32       |      |